# Karelle Ménine
Karelle Ménine est une artiste franco-suisse née à Mazamet en 1972.

## Biographie
Certaines sources indiquent qu'elle est née en 1972 et d'autres en 1974.
Elle collabore avec la librairie Compagnie des Éditions de Minuit, avant d'entrer à France Culture en tant que journaliste reporter, notamment auprès de Jean Lebrun. Elle travaille alors également avec Colette Fellous et Les nuits magnétiques. Diplômée de l'Institut pratique du journalisme de Paris, elle devient journaliste reporter pour la Radio suisse romande. En 2008 elle s'éloigne du métier, poursuivant une collaboration plus libre avec différents médias, pour se consacrer à son travail artistique. Sa recherche se porte sur la littérature et le langage au fil d'installations, pièces de théâtre, travail éditorial, et interventions dans l'espace public. Elle présente le Sujet à vif "Chanteur plutôt qu'acteur" (production: Massimo Furlan, Marielle Pinsard) au Festival d'Avignon et obtient une bourse de la SACD et une résidence d'écriture à la Chartreuse de Villeneuve-lès-Avignon
Elle est soutenue par L'L de Bruxelles, lieu d'accompagnement de la jeune création théâtrale. En 2015 elle développe le projet "La Phrase" à Mons, projet édité par les éditions Alternatives Gallimard en mars 2016. Elle y est aussi chef des projets Littérature. Elle reçoit alors en prison, dans le cadre d'activités poétiques et de son travail sur Paul Verlaine (qui passa deux années derrière les barreaux montois), l'artiste américaine Patti Smith. À cette occasion, Patti Smith inscrit un poème inédit sur l'un des murs extérieurs du bâtiment et donne une conférence surprise.
Elle publie en 2015 l'ouvrage "La Pensée, la Poésie et le Politique", en dialogue avec le sénateur, ancien député et ministre Jack Ralite. Il est adapté par Christian Gonon à La Comédie Française.
En 2006, impliquée dans la campagne contre la surpopulation carcérale menée par Bernard Bolze, elle dirige l'édition de l'ouvrage "9m2", invitant des personnalités telles que Raymond Depardon, Florence Aubenas, Cabu, Honoré, Nancy Huston et Marie Desplechin à s'exprimer sur la question du respect du numerus clausus.
Elle est lauréate en 2016 de la bourse d'aide à l'écriture pour auteur-e confirmé-e de la ville et du canton de Genève et lauréate 2016-17 de la bourse Textes-en-Scènes de la SSA,
En 2022 elle publie Bleuir l'immensité aux Editions MétisPresses, ouvrant une collection dont lui est confié la direction[réf. nécessaire], et Nimbe Noir chez Labor et Fidès. Elle reçoit pour ces ouvrages le Prix de la Fondation Pittard-de-l’Andelyn 2023.

## Publications
- Nimbe Noir, Labor et Fidès, 2022
- Bleuir l'immensité, MétisPresses, 2022
- La petite fille de l'arbre, illustré par Stéphane Girel, Didier Jeunesse, 2002  (ISBN 2-278-05092-3) (épuisé)
- Y avec les esquisses de Jean-Michel Marchetti
- El Dinosaurio avec Mirjana Farkas, Éditions Le Cadratin, 2006
- 9m2 (collectif), Actes Sud-Le Cadratin, avec notamment Tardi, Raymond Depardon, Cabu, Ernest Pignon-Ernest, Ruedi Baur… 2007 (épuisé)
- La Pensée, la poésie et le politique - dialogue avec Jack Ralite, Éditions Les Solitaires Intempestifs, 2015  (ISBN 978-2-84681-431-7)
- La Phrase, une expérience de poésie urbaine, avec Ruedi Baur, Éditions Gallimard, collection Alternatives, 2016.
- Voyages entre les langues[18], avec Ruedi et Vera Baur, Éditions Gallimard, collection Alternatives, 2018.
- Boum, avec Mirjana Farkas, La joie de lire, 2016.

## Source
- « Karelle Ménine », sur la base de données des personnalités vaudoises sur la plateforme « Patrinum » de la Bibliothèque cantonale et universitaire de Lausanne.
- actOral.10 - Karelle Ménine
- remue.net : Karelle Ménine | Village, un égarement
- KARELLE MÉNINE :: Karelle Ménine